# Långtjärnen (Lits socken, Jämtland, 702700-147565)
Långtjärnen är en sjö i Östersunds kommun i Jämtland och ingår i Indalsälvens huvudavrinningsområde.